# Louis Doguereau
Le baron Louis Doguereau, né le 11 juillet 1777 à Dreux et mort le 19 août 1856 à Landes-le-Gaulois (Loir-et-Cher), est un général et homme politique français.

## Biographie
Fils de Jean Pierre Parfait Doguereau, maître perruquier à Dreux, et d'Anne Louise Fourreau, il entre à l'École de l'artillerie en 1794, lieutenant à l'armée du Rhin en 1795, capitaine en Égypte et blessé à Saint-Jean-d'Acre, chef de bataillon en 1803, major dans la garde impériale en 1806, colonel du 3e régiment d'artillerie à cheval en 1808 et envoyé en Espagne, comme chef d'état-major de l'artillerie du général Sébastiani. Il a un cheval tué sous lui à la bataille de Talavera.
En 1811, il donne sa démission et reprend du service quand l'ennemi menace le territoire français. Napoléon Ier le nomme colonel d'artillerie à cheval dans la garde impériale. Ce corps se couvre de gloire pendant la campagne de 1814.
Le roi nomme M. Doguereau maréchal de camp le 26 avril 1814, commandeur de la Légion d'honneur et chevalier de Saint-Louis.
Pendant les Cent-Jours, il commande l'artillerie du 3e corps à Mézières.
À la seconde Restauration, il est placé à la tête de l'École d'application de l'artillerie et du génie. Le général Doguereau est nommé lieutenant-général à la promotion du 30 septembre 1832.
Élu membre de la Chambre des députés par le collège électoral de Blois en 1837, puis réélu en 1839 et en 1842, il devient président du comité d'artillerie le 19 avril 1841, et il est fait grand-croix de la Légion d'honneur le 28 avril 1843 et élevé à la dignité de Pair de France le 14 août 1845.
Il est le frère du général-vicomte Jean-Pierre Doguereau.

## Décorations
- Grand-croix de la Légion d'honneur
- Chevalier de l'ordre royal et militaire de Saint-Louis
- Chevalier de l'ordre de l'Épée de Suède